# التنظيم الجينومي

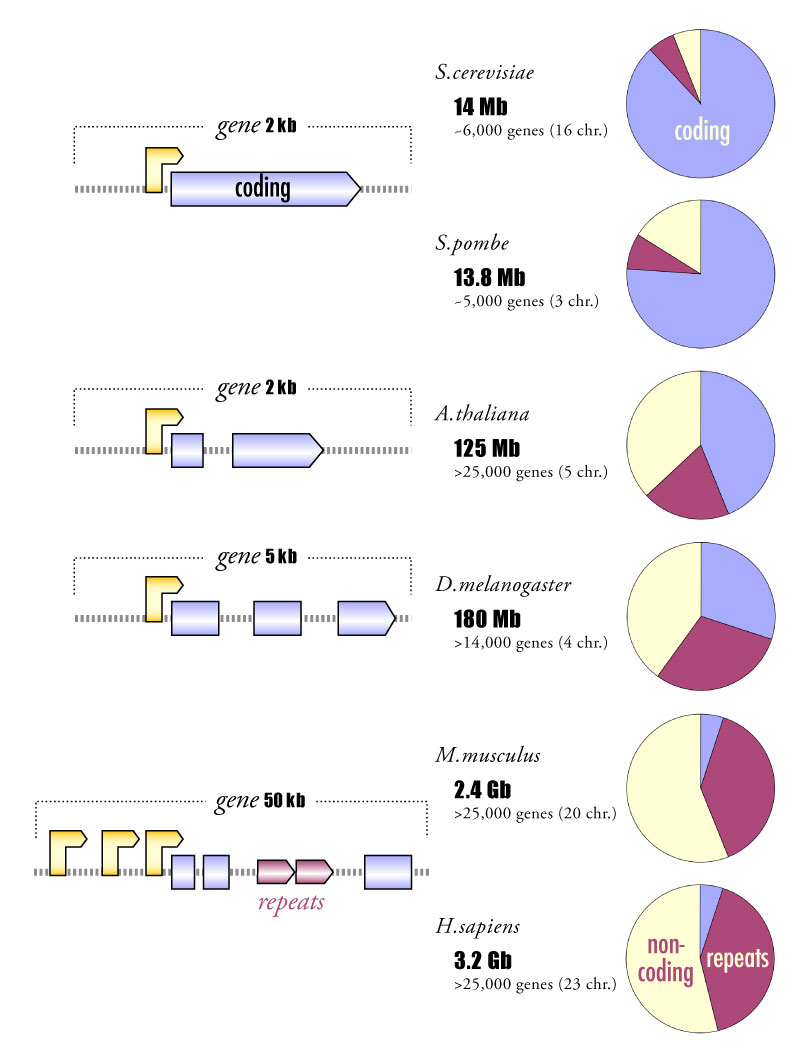
أحجام الجينوم والتكوين المقابل لستة كائنات نموذجية رئيسية موضحة على شكل مخططات دائرية. ترتبط الزيادة في حجم الجينوم بالتوسع الهائل في تسلسلات التكرار غير المشفرة (أي، التسلسلات التكرارية الداخلية، والتسلسلات التكرارية بين الجينات، والتسلسلات المتداخلة) وتسلسلات الدنا المتكررة (مثل، التوابع (ساتلات) ، والخطوط، والعناصر النووية المتداخلة القصيرة ، والحمض النووي (تسلسل ألو)، باللون الأحمر) في الكائنات متعددة الخلايا الأكثر تعقيدًا. ويصاحب هذا التوسع زيادة في عدد الآليات الجينية (القمعية بشكل خاص) التي تنظم الجينوم. ويرتبط توسع الجينوم أيضًا بزيادة حجم وتعقيد وحدات النسخ، باستثناء النباتات. حيث P هي عنصر دنا المروج.

المادة الوراثية أي الحمض النووي ( DNA ) للكائن الحي تتكون من سلسلة من أربعة نيوكليوتيدات في نمط محدد، والتي تشفر المعلومات كدالة لترتيبها. يشير التنظيم الجينومي إلى الترتيب الخطي لعناصر الحمض النووي وتقسيمها في كروموسومات . يمكن أن يشير "تنظيم الجينوم" أيضًا إلى البنية ثلاثية الأبعاد للكروموسومات وموقع تسلسلات الدنا داخل النواة.

## الوصف
تتمتع الكائنات الحية بمجموعة واسعة من الطرق التي يتم بها تنظيم الجينومات الخاصة بها. تظهر مقارنة التنظيم الجينومي لستة كائنات نموذجية رئيسية توسعًا في الحجم مع زيادة تعقيد الكائن الحي. هناك ما يزيد عن 300 ضعف بين أحجام الجينوم في الخميرة والثدييات ، ولكن هناك زيادة متواضعة تتراوح من 4 إلى 5 أضعاف في العدد الإجمالي للجينات (انظر الشكل على اليمين). ومع ذلك  فإن نسبة التسلسلات المشفرة إلى غير المشفرة والمتكررة تشير إلى تعقيد الجينوم: تحتوي الجينومات "المفتوحة" إلى حد كبير في الفطريات وحيدة الخلية على كمية قليلة نسبيًا من  الدنا غير المشفر مقارنة بالجينومات متعددة الكروماتين في الكائنات متعددة الخلايا.[بحاجة لمصدر]
على وجه الخصوص، تراكمت لدى الثدييات عناصر متكررة ومناطق غير مشفرة بشكل كبير، والتي تمثل غالبية تسلسلات الدنا الخاصة بها (52% من الدنا الغير المشفر  و 44% من الحمض النووي المتكرر ).   وبالتالي فإن 1.2% فقط من جينوم الثدييات  مسؤول عن وظيفة البروتين . ومن المرجح أن يكون هذا التوسع الهائل في التسلسلات المتكررة وغير المشفرة في الكائنات متعددة الخلايا موجود بسبب دمج العناصر الغازية، مثل العناصر المنقولة بالحمض النووي، والعناصر المنقولة بالعكس ، والعناصر المتكررة الأخرى.  وقد تسلل توسع العناصر المتكررة (مثل تسلسلات ألو ) إلى الوحدات النسخية لجينوم الثدييات. ويؤدي هذا إلى وحدات نسخ أكبر حجمًا في كثير من الأحيان (30–200 ألف زوج قاعدي)، وهي تحتوي عادةً على العديد من المحفزات وتكرارات الحمض النووي داخل الإنترونات غير المترجمة.[بحاجة لمصدر]
إن التوسع الهائل في الجينوم ذو الدنا غير المشفر والمتكرر في حقيقيات النوى العليا يعني وجود آليات إخماد وراثية أكثر شمولاً. يُعتقد أن دراسات التنظيم الجينومي هي مستقبل الطب الجينومي، حيث يمكن أن توفر فرصا للتشخيصات الشخصية في العيادات.